# Ján Krstitel Scitovszky
Ján Krstitel Scitovszky (János Scitovský), slovaški rimskokatoliški duhovnik, škof in kardinal, * 6. november 1785, Béla, † 19. oktober 1866.

## Življenjepis
5. novembra 1809 je prejel duhovniško posvečenje.
21. januarja 1828 je bil imenovan za škofa Rožnave; 25. marca istega leta je prejel škofovsko posvečenje. 18. februarja 1839 je bil imenovan za škofa Pécsa.
28. septembra 1849 je bil imenovan za nadškofa Esztergoma. Med 23. novembrom 1849 in 6. januarjem 1852 je bil apostolski administrator Pécsa.
7. marca 1853 je bil povzdignjen v kardinala in imenovan za kardinal-duhovnika Sv. Križa v Jeruzalemu,